# Лопатино (Мокшанский район)
Лопатино — село в Мокшанском районе Пензенской области России. Входит в состав Царевщинского сельсовета.

## География
Село находится в северной части Пензенской области, в пределах Сурско-Мокшанской возвышенности, в лесостепной зоне, на берегах реки Берёзовки, на расстоянии примерно 27 километров (по прямой) к северо-востоку от рабочего посёлка Мокшан, административного центра района. Абсолютная высота — 231 метр над уровнем моря.

### Климат
Климат характеризуется как умеренно континентальный, с холодной продолжительной зимой и тёплым летом. Среднегодовая температура воздуха — 4,6 °C. Средняя температура воздуха самого тёплого месяца (июля) — 19 °C; самого холодного (января) — −13 °C. Безморозный период длится 150 дней. Продолжительность вегетационного периода — в среднем 144 дня. Среднегодовое количество атмосферных осадков варьируется от 480 до 500 мм, из которых большая часть выпадает в тёплый период. Снежный покров устанавливается в конце ноября и держится в течение 141 дня.

### Часовой пояс
Село Лопатино, как и вся Пензенская область, находится в часовой зоне МСК (московское время). Смещение применяемого времени относительно UTC составляет +3:00.

## Население
| 1939 | 1959 | 1979 | 1989 | 1996 | 2002 | 2010 |
| ---- | ---- | ---- | ---- | ---- | ---- | ---- |
| 400  | ↗491 | ↘226 | ↘114 | ↗130 | ↘72  | ↘43  |

### Национальный состав
Согласно результатам переписи 2002 года, в национальной структуре населения русские составляли 75 % из 72 человек.